# 10,5-cm-Schnelladekanone C/33
Die 10,5-cm-Schnelladekanone C/33 (10,5 cm S.K. C/33) war ein von der deutschen Kriegsmarine auf vielen Schiffstypen eingesetztes Schiffsgeschütz.

## Beschreibung
Das Geschütz wurde unter anderem auf Admiral Hipper, Bismarck, Deutschland, Prinz Eugen und Scharnhorst eingesetzt. Besonderheit der Schiffslafetten war die mit einem Kreiselinstrument unterstützte (Vor-)Stabilisierung der Waffe, die Schiffsbewegungen bis zu 19,5° ausglich. Die Lafette war dreiachsig stabilisiert, um die Schiffsbewegungen durch Rollen und Stampfen zu kompensieren. Dadurch wurden erforderliche Korrekturbewegungen verringert und der Richtvorgang vereinfacht.

## Technische Daten
(Quellen:)

### Rohr
- Kaliber:                      10,5 cm
- Gewicht:                      4,560 kg
- Mündungsgeschwindigkeit:      900 m/s (Sprenggranate)
- Lebensdauer Rohr:             2.400 Schuss
- Gesamtlänge:                  6.880 mm / 65,5 Kal.
- Seelenlänge:                  6.348 mm / 60,5 Kal.
- gezogener Teil:               5.531 mm
- Drallart:                     kubische Parabel (kP) 1 in 55- 1 in 35
- Zahl der Züge:                36
- Treibladung (Gefechtsmunition): etwa 3,96 kg R.P.C/32 (665, 7,5/5)
- mittlerer Gasdruck:           2.850 kg/cm²
- höchstzulässiger Gasdruck:    3.600 kg/cm²

### Lafette 10,5cm Dopp.L. C/37
- Gesamtgewicht:           26.425 kg
- Rohrzahl:                2
- größte Senkung:          −9°
- größte Erhöhung:         80°
- Feuerhöhe:               1.865 mm
- größte Schussweite:      17.700 m
- wirksame Reichweite:     4.700-7.400 m
- größte Flughöhe:         12.500 m
- Ladezyklus:              ~3,5 s
- Feuergeschwindigkeit:    15–18 Schuss je Rohr und Min.(prakt.)
- Anzahl der Richtachsen:  3
- Schwenkgeschwindigkeit:    8,5°/s
- Höhenrichtgeschwindigkeit: 12°/s
- Kantgeschwindigkeit (dritte Achse): 8°/s
- Gesamte Rückstoßkraft:   26.600-30.000 kg

### Munition
Die Waffe verschießt patronierte Munition:
- 10,5 cm Spgr L/4,4: Sprenggranatpatrone  – 10,5 cm zu 26,5 kg; davon Geschoss 15,15 kg
- 10,5 cm Lg L/4,0: Leuchtgranatpatrone  – 10,5 cm zu 23,5 kg; davon Geschoss 14,4 kg